# 정빈 홍씨
정빈 홍씨(貞嬪 洪氏, 1563년 8월 25일(음력 7월 27일) ~ 1638년 4월 4일(음력 3월 1일))는 조선 선조의 후궁이다.

## 생애
인동현감을 지내고 이조참판에 추증된 홍여겸의 딸로, 1563년 음력 7월 27일에 태어났다. 본관은 남양이다.
1580년(선조 13년) 음력 5월 26일 민사준의 딸(정빈 민씨), 정순희의 딸 등과 함께 종2품 숙의에 책봉되어 봉상시동(지금의 서울특별시 종로구 당주동 일대)에 있는 궁으로 거처를 옮겼다. 이후 언제 진봉되었는지는 알 수 없으나, 임진왜란이 발발한 1592년(선조 25년)의 기사에서 이미 그녀를 정빈(貞嬪)으로 칭하고 있는 것으로 보아 적어도 그 이전에 정1품 빈에 책봉되었음을 알 수 있다. 당시 그녀는 임진왜란으로 인해 피난을 가야 했는데, 음력 5월 8일부터 그녀를 비롯한 선조의 후궁들에게 하루 세 끼가 지급되었다고 기록되어 있다. 이후 1596년(선조 29년) 아들 경창군을 낳았다
그러나 홍씨는 인조 연간에 발발한 정묘호란으로 인해 또 피난을 가야 하는 신세가 되었다. 당시 홍씨는 충청도 제천에 있었는데, 인조는 홍씨 등에게 해당 고을에서 음식 등에 각별히 신경쓰도록 명을 내렸다.
한편 홍씨는 1638년 음력 3월 1일 76세로 사망하였으나, 《실록》의 1638년(인조 16년) 음력 11월 18일 기록에 따르면 전쟁(병자호란)으로 인해 그 장례도 제대로 치르지 못했다.
홍씨는 선조와의 사이에서 1남 1녀를 두었다. 홍씨의 아들은 이름은 주(珘)이며, 경창군에 책봉되었다. 딸은 정정옹주에 봉해졌다.

## 가족 관계
- 아버지 : 홍여겸(洪汝謙, 생몰년 미상)
- 어머니 : 창녕 조씨(昌寧 曺氏) - 조명원(曺明遠)의 딸
  - 남편 : 선조(宣祖, 1552~1608)
    - 딸 : 정정옹주(貞正翁主, 1595~1666)
    - 아들 : 경창군 주(慶昌君 珘, 1596~1644)

## 정빈 홍씨가 등장한 작품
- 《왕의 여자》 (SBS 대하사극, 2003년~2004년, 미상)
- 《왕의 얼굴》 (KBS2 수목드라마, 2014년~2015년, 지서윤)